# Deoxyribose
Deoxyribose, hay chính xác hơn 2-deoxyribose, là một monosaccharide với công thức lý tưởng hóa H−(C=O)−(CH2)−(CHOH)3−H. Tên của nó chỉ ra rằng nó là một đường deoxy, có nghĩa là nó được bắt nguồn từ ribose đường do mất một nguyên tử oxy. Vì đường pentose arabinose và ribose chỉ khác nhau về cấu trúc tại C2 ', 2-deoxyribose và 2-deoxyarabinose là tương đương, mặc dù thuật ngữ thứ hai hiếm khi được sử dụng vì ribose chứ không phải arabinoza là tiền thân của deoxyribose.

## Lịch sử
Deoxyribose được phát hiện năm 1929 bởi Phoebus Levene.

## Cấu trúc
Một số đồng phân tồn tại với công thức H−(C=O)−(CH2)−(CHOH)3−H, nhưng trong deoxyribose tất cả các nhóm hydroxyl đều ở cùng một mặt trong phép chiếu Fischer. Thuật ngữ "2-deoxyribose" có thể tham khảo một trong hai enantiomers: D -2-deoxyribose quan trọng về mặt sinh học và đối với hình ảnh phản chiếu L -2-deoxyribose hiếm khi gặp. D -2-deoxyribose là một tiền thân của axit nucleic DNA. 2-deoxyribose là một aldopentose, đó là một monosaccharide với năm carbon nguyên tử và có một aldehyde Nhóm chức năng.
Trong dung dịch nước, deoxyribose chủ yếu tồn tại dưới dạng hỗn hợp của ba cấu trúc: dạng tuyến tính H- (C = O) - (CH 2) - (CHOH) 3 -H và hai dạng vòng, deoxyribofuranose ("C3'-endo"), Với một vòng năm thành viên, và deoxyribopyranose ("C2'-endo"), với một vòng sáu thành viên. Hình thức thứ hai chiếm ưu thế (trong khi mẫu C3'-endo được ưu tiên cho ribose).

Cân bằng hóa học của deoxyribose trong dung dịch

## Tầm quan trọng sinh học
Là một thành phần của DNA, các dẫn xuất 2-deoxyribose có vai trò quan trọng trong sinh học. Phân tử DNA (axit deoxyribonucleic), là kho chính của thông tin di truyền trong cuộc sống, bao gồm một chuỗi dài các đơn vị chứa deoxyribose gọi là nucleotide, liên kết với các nhóm phosphate. Trong danh pháp axit nucleic tiêu chuẩn, một nucleotide DNA bao gồm một phân tử deoxyribose với một base hữu cơ (thường là adenine, thymine, guanine hoặc cytosine) gắn với ribose carbon 1 '. Hydroxyl 5 'của mỗi đơn vị deoxyribose được thay thế bằng một phosphate (tạo thành một nucleotide) gắn với carbon 3' của deoxyribose trong đơn vị trước.
Sự vắng mặt của nhóm hydroxyl 2 trong deoxyribose có vẻ như chịu trách nhiệm cho tính linh hoạt cơ học gia tăng của DNA so với RNA, cho phép nó giả định cấu trúc xoắn kép, và (ở sinh vật nhân chuẩn) được cuộn lại một cách chặt chẽ trong tế bào nhỏ Trung tâm. Các phân tử DNA đôi cũng thường dài hơn phân tử RNA. Xương sống của RNA và DNA có cấu trúc giống nhau, nhưng RNA đơn lẻ, và được làm từ ribose so với deoxyribose.
Các dẫn chất sinh học quan trọng khác của deoxyribose bao gồm mono-, di-, và triphosphate, cũng như các monophosphat tuần hoàn 3'-5 '.